# Jan Švankmajer
Jan Švankmajer (Praga, Checoslovaquia, 4 de septiembre de 1934) es un artista y creador cinematográfico checo, de temática principalmente surrealista. Es conocido sobre todo por su trabajo creativo en el campo de la animación, donde mezcla diferentes técnicas, como el stop motion y el rodaje en imagen real, para crear obras inquietantes y sugestivas que pueden ser interpretadas de diferentes formas.

## Vida y obra
Jan Švankmajer nació en Praga. Es de ascendencia bohemia germánica, aunque ha adquirido la nacionalidad checa. Educado en la fértil tradición del teatro checo de marionetas, estudió en la Universidad de Artes Aplicadas de Praga y más tarde en el Departamento de Títeres de la Academia de las Artes Escénicas de Praga. Contribuyó al film Johannes doktor Faust de 1958 de Emil Radok y continuó trabajando para el Teatro Semafor de Praga donde fundó el Teatro de Máscaras. Más tarde se trasladó al teatro multimedia Laterna Magika, donde renovó su asociación con Radok. Esta experiencia en el mundo del teatro se ve reflejada en su primera película, El último truco estrenada en 1964. Bajo la influencia del teórico Vratislav Effenberger, Švankmajer cambió el manierismo de sus primeros trabajos por el surrealismo, siendo su primera obra dentro de esta corriente El jardín de 1968. A continuación se unió al Grupo Surrealista Checoslovaco.
En sus películas, Švankmajer trabaja con muñecos, utilizando la técnica de stop-motion. No obstante, ha empleado también actores reales, máquinas, figuras de arcilla, muñecas antiguas, esqueletos de animales y otras muchas cosas. Consigue crear un clima de pesadilla, lo que no impide que sus filmes sean, al menos en cierto modo, divertidos. Se ha inspirado en las obras de autores literarios como Edgar Allan Poe, Lewis Carroll y la leyenda germánica del Doctor Fausto.
La incomunicación, la burocracia, el sexo, los procesos digestivos, la escatología, el terror, la descomposición, la muerte, el absurdo y el humor negro son algunos de los elementos temáticos destacados de sus películas, de características subversivas. Pero el talento y la importancia de Jan Švankmajer, quien se enmarca a sí mismo, explícitamente, en la tradición del surrealismo, trasciende su dimensión cinematográfica con la creación de una obra plástica atada a sus películas (y que en muchos casos es fuente de inspiración) y un corpus teórico de textos que revelan su grandeza conceptual.
Su proyecto más reciente es Insectos (Hmyz), estrenado en enero de 2018. Su presupuesto inicial era de 40 millones de coronas, que fue parcialmente financiado a través de una campaña de micromecenazgo de Indiegogo que alcanzó más del doble de su objetivo. La película estará basada en la obra teatral Imágenes de la vida de los insectos de Karel Čapek, el cual es descrito por Švankmajer a continuación: "Esta obra de Čapek es muy misántropa, y siempre me ha gustado - los insectos se comportan como seres humanos, y la gente como insectos. También recuerda mucho a Franz Kafka y su famosa Metamorfosis".
Para dar a conocer su pensamiento artístico escribió en 1999 su Decálogo.

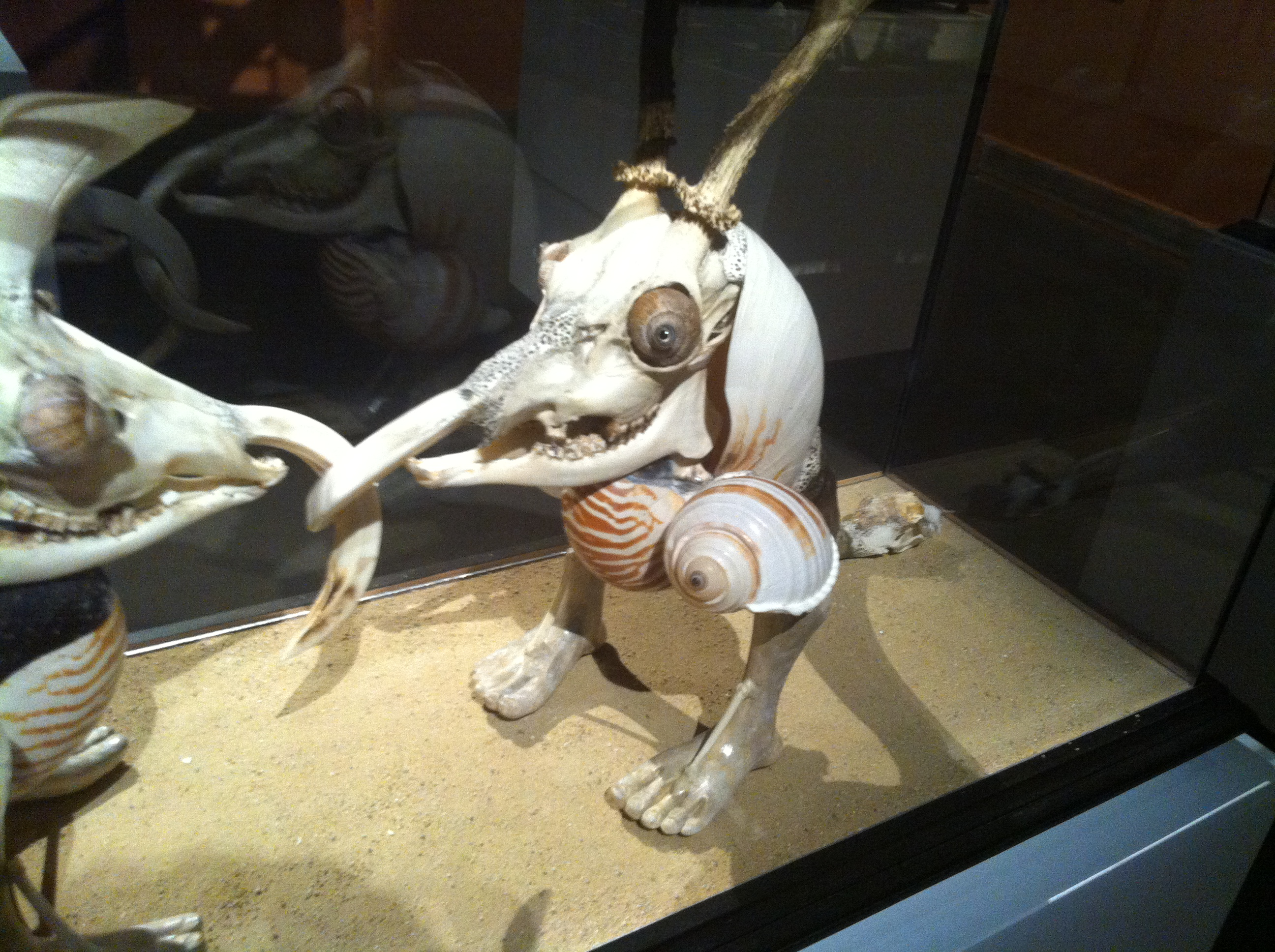
Pieza expuesta en el CCCB en la exposición dedicada a Švankmajer en 2014.

Estuvo casado con Eva Švankmajerová, pintora surrealista, ceramista y escritora mundialmente conocida, que falleció en octubre de 2005. Eva colaboró en varias de las películas de Švankmajer, Faust, Otesánek y Něco z Alenky. Con ella, también creó un gabinete de curiosidades en un castillo del siglo XVIII del que es propietario situado en Horní Staňkov. Y es que los gabinetes de curiosidades son fundamentales para entender la obra surrealista de Švankmajer.
Una parte de esta colección que intenta hacer perdurar la tradición casi extinta de los gabinetes de curiosidades, explorando un mundo mágico confrontado con la visión racional imperante de nuestro siglo, se pudo ver en la exposición Metamorfosis que tuvo lugar tanto en Madrid (La Casa Encendida) y en Barcelona (CCCB). La exposición recogía la obra de Švankmajer y exponía objetos exóticos, esotéricos, collages biológicos o piezas erótico-grotescas muy extravagantes. La exposición también recogía, las obras de otros artistas de la animación poética y a la vez grotesca , como el pionero, Vladislav Starévich y los contemporáneos Hermanos Quay, quienes le dedicaron un cortometraje, The Cabinet of Jan Švankmajer (1984).

## Filmografía

### Cortometrajes
| Año     | Título en castellano                                   | Título original                                           | Notas |
| ------- | ------------------------------------------------------ | --------------------------------------------------------- | --- |
| 1964    | El último truco del Sr. Schwarcewallde y del Sr. Edgar | Poslední trik pana Schwarcewalldea a pana Edgara          | |
| 1965    | Johann Sebastian Bach: Fantasía en sol menor           | Johann Sebastian Bach: Fantasia G-moll                    | |
| 1965    | Juego de piedras                                       | Spiel mit Steinen                                         | |
| 1966    | Punch y July                                           | Rakvičkárna                                               | También conocida como La fábrica de ataúdes y La casa Lych                                                       |
| 1966    |                                                        | Et Cetera                                                 | |
| 1967    |                                                        | Historia Naturae (Suita)                                  | |
| 1968    | El Jardín                                              | Zahrada                                                   | |
| 1968    | El Apartamento                                         | Byt                                                       | |
| 1968    | Picnic con Weissmann                                   | Picknick mit Weissmann                                    | |
| 1969    | Una semana tranquila en casa                           | Tichý týden v domě                                        | |
| 1970    | Don Juan                                               | Don Šajn                                                  | |
| 1970    | El osario                                              | Kostnice                                                  | Trata sobre el Osario de Sedlec                                                                                  |
| 1971    | Jabberwocky                                            | Žvahlav aneb šatičky slaměného Huberta o bien Jabberwocky | Basada en "Jabberwocky" de Lewis Carroll                                                                         |
| 1972    | El diario de Leonardo                                  | Leonardův deník                                           | |
| 1973-79 | El Castillo de Otranto                                 | Otrantský zámek                                           | Basado en "El Castillo de Otranto" de Horace Walpole                                                             |
| 1980    | La caída de la Casa Usher                              | Zánik domu Usherů                                         | Basado en "La caída de la Casa Usher" de Edgar Allan Poe                                                         |
| 1982    | Dimensiones/posibilidades de diálogo                   | Možnosti dialogu                                          | |
| 1983    | El sótano                                              | Do pivnice                                                | |
| 1983    | El péndulo, el pozo, la esperanza                      | Kyvadlo, jáma a naděje                                    | Basado en "The Pit and the Pendulum" de Edgar Allan Poe y "A Torture by Hope" de Auguste Villiers de L'Isle-Adam |
| 1988    | Juegos viriles                                         | Mužné hry                                                 | |
| 1988    | Otra clase de amor                                     | Another Kind of Love                                      | Vídeo musical para Hugh Cornwell                                                                                 |
| 1988    | Carne enamorada                                        | Zamilované maso                                           | |
| 1989    | Oscuridad, luz, oscuridad                              | Tma, světlo, tma                                          | |
| 1989    |                                                        | Flora                                                     | |
| 1989    | Autorretratos animados                                 |                                                           | Para 27 cineastas                                                                                                |
| 1990    | La muerte del estalinismo en Bohemia                   | Konec stalinismu v Čechách                                | |
| 1992    | Comida                                                 | Jídlo                                                     | |

### Largometrajes

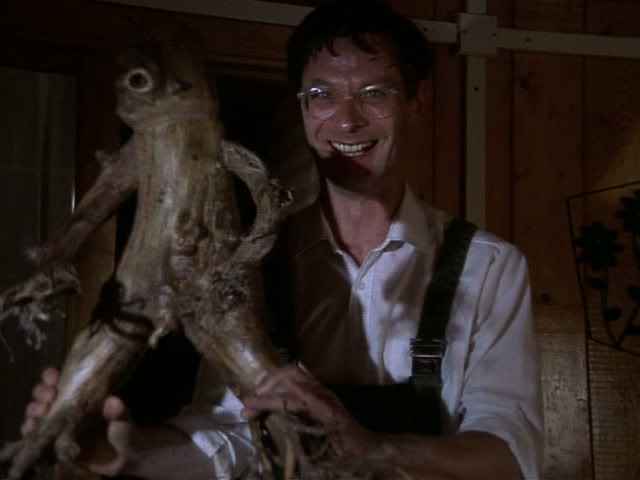
El Pequeño Otik, Jan Švankmajer (2000).

| Año  | Título en castellano                    | Título original   | Adaptado de... |
| ---- | --------------------------------------- | ----------------- | --- |
| 1988 | Alicia                                  | Něco z Alenky     | Alicia en el país de las maravillas de Lewis Carroll                                                                              |
| 1994 | Faust                                   | Lekce Faust       | La leyenda de Fausto (incluida la versión tradicional de las marionetas checas), Doctor Faustus de Marlowe, y el Fausto de Goethe |
| 1996 | Los conspiradores del placer            | Spiklenci slasti  | Original |
| 2000 | El Pequeño Otik                         | Otesánek          | Otesánek de Karel Jaromír Erben                                                                                                   |
| 2005 | Insania                                 | Šílení            | El sistema del doctor Tarr y el profesor Fetjer y El entierro prematuro de Edgar Allan Poe                                        |
| 2010 | Sobrevivir a la vida, teoría y práctica | Přežít svůj život | Original |
| 2018 | Insectos                                | Hmyz              | Imágenes de la vida de los insectos de Karel Čapek y Josef Čapek                                                                  |